# Rudawka mariańska
Rudawka mariańska, rudawka okinawska (Pteropus mariannus) – gatunek ssaka z podrodziny Pteropodinae w obrębie rodziny rudawkowatych (Pteropodidae).

## Taksonomia
Gatunek po raz pierwszy zgodnie z zasadami nazewnictwa binominalnego opisał w 1822 roku francuski zoolog Anselme Gaëtan Desmarest nadając mu nazwę Pteropus mariannus. Holotyp pochodził z Guam, na Marianach, w Stanach Zjednoczonych.
Pteropus mariannus należy do grupy gatunkowej griseus. Taksony pelewensis, ualanus i yapensis są często wymieniane jako podgatunki P. mariannus, ale badania potwierdziły ich odrębny status gatunkowy. Status taksonomiczny P. loochoensis z Okinawy (Riukiu, Japonia) pozostaje niepewny; jest znany z zaledwie dwóch okazów odłowionych w XIX wieku i uważany jest za konspecyficzny lub wymarły podgatunek P. mariannus. Autorzy Illustrated Checklist of the Mammals of the World rozpoznają trzy podgatunki. Podstawowe dane taksonomiczne podgatunków (oprócz nominatywnego) przedstawia poniższa tabelka:
| Podgatunek       | Oryginalna nazwa             | Autor i rok opisu | Miejsce typowe                          |
| ---------------- | ---------------------------- | ----------------- | --------------------------------------- |
| P. m. paganensis | Pteropus marianus paganensis | Yamashina, 1932   | Pagan, Mariany, Stany Zjednoczone.      |
| P. m. ulthiensis | Pteropus marianus ulthiensis | Yamashina, 1932   | Ulithi, zachodnie Karoliny, Mikronezja. |

### Etymologia
- Pteropus: gr. πτερόπους pteropous „skrzydłostopy”, od πτερον pteron „skrzydło”; πους pous, ποδος podos „stopa”[18].
- mariannus: Mariany, Ocean Spokojny[19].
- paganensis: Pagan, Mariany[10].
- ulthiensis: Ulithi, Mikronezja[10].

## Zasięg występowania
Rudawka mariańska występuje w zależności od podgatunku:
- P. mariannus mariannus – południowe Mariany (Saipan, Tinian, Aguijan, Rota i Guam).
- P. mariannus paganensis – północne Mariany (Farallon de Pajaros, Maug, Asuncion, Agrihan, Pagan, Alamagan, Zealandia Bank i Anatahan).
- P. mariannus ulthiensis – Ulithi (stan Yap, Mikronezja).

## Morfologia
Długość ciała 195–250 mm, ogona brak, długość ucha 25–26 mm, długość tylnej stopy 52–54 mm, długość przedramienia 134–154 mm; masa ciała 270–577 g; samce są nieco większe od samic.

## Znaczenie gospodarcze
Mięso tych rudawek (w języku czamorro określanych fanihi) stanowi element miejscowej kuchni, co wiązane jest z rzadką neurologiczną chorobą występującą w drugiej połowie XX wieku na Guam, lytico-bodig.

## Status zagrożenia
Liczebność kolonii tego zwierzęcia znacznie się zmniejszyła w ostatnich latach.   